# Labroides
A Labroides a sugarasúszójú halak (Actinopterygii) osztályának sügéralakúak (Perciformes) rendjébe, ezen belül az ajakoshalfélék (Labridae) családjába tartozó nem.

## Tudnivalók
Az összes Labroides-faj megtalálható a Csendes-óceánban, azonban csak kettő található meg az Indiai-óceánban is. A legnagyobb hosszuk fajtól függően 9-15 centiméter között mozog.

## Rendszerezés
A nembe az alábbi 5 faj tartozik:
- Labroides bicolor Fowler & Bean, 1928
- tisztogatóhal (Labroides dimidiatus) (Valenciennes, 1839) - típusfaj
- Labroides pectoralis Randall & Springer, 1975
- Labroides phthirophagus Randall 1958
- Labroides rubrolabiatus Randall 1958

## Képek

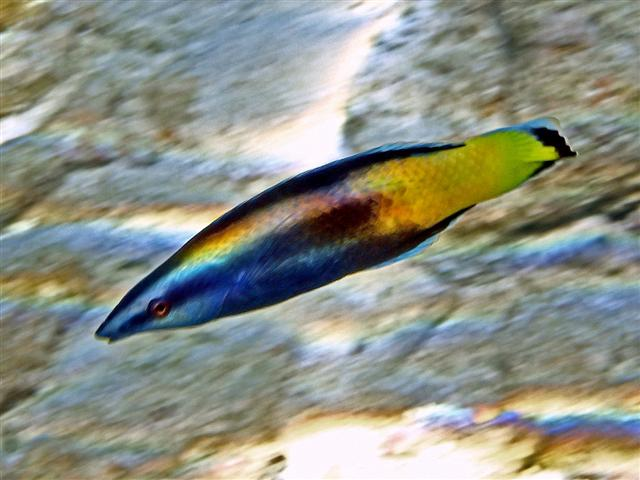
Labroides bicolor
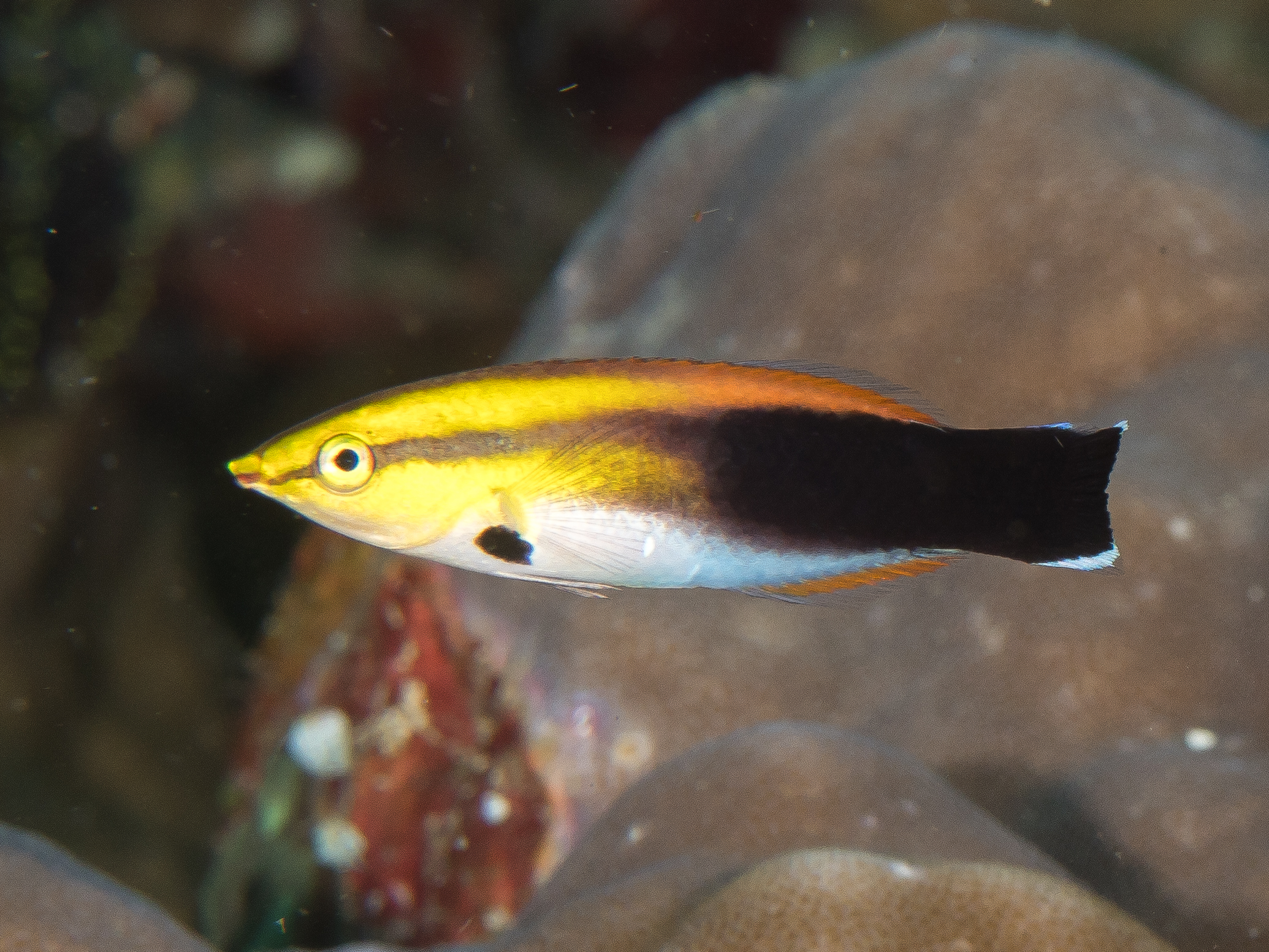
Labroides pectoralis
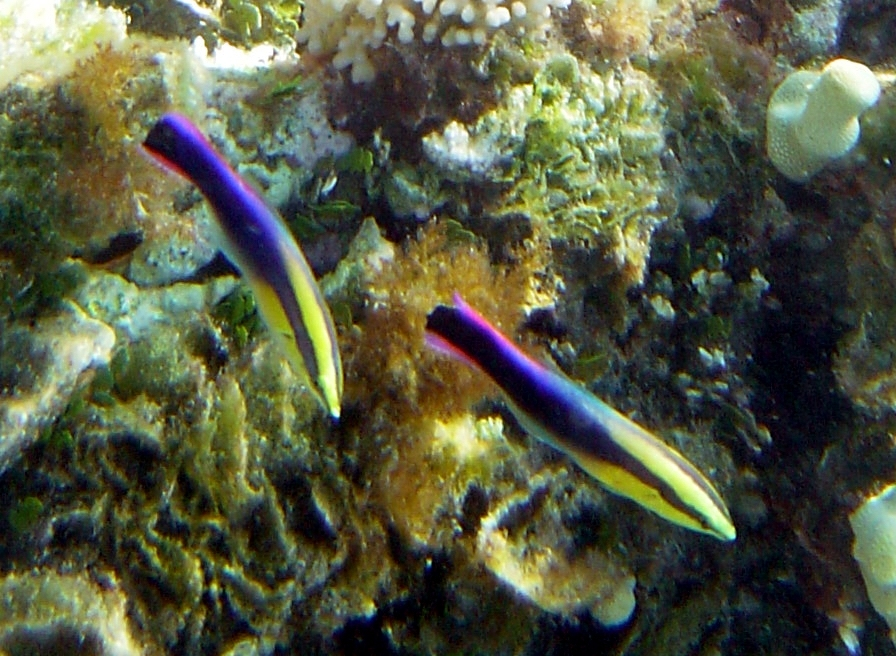
Labroides phthirophagus